# خط اوميناتو
خط أوميناتـو (باليابانية: 大湊線) هو خط سكة حديد إقليمي في محافظة آوموري، اليابان، تديره شركة سكك حديد شرق اليابان (JR East). يربط الخط بين محطة نوهيجي في بلدة نوهيجي ومحطة أوميناتـو في مدينة موتسـو. يبلغ طول الخط 58.4 كيلومترًا، ويتكون من مسار واحد غير مكهرب.

## نظرة عامة
يربط خط أوميناتـو بين المحطة النهائية لخط أوأو الرئيسي في محطة نوهيجي، ويتجه شمالًا عبر شبه جزيرة شيموكيتا إلى محطة أوميناتـو. يستخدم هذا الخط بشكل رئيسي من قبل السكان المحليين وكذلك السياح المتجهين إلى المعالم السياحية في شبه الجزيرة.

## التاريخ
افتُتِح الخط لأول مرة في عام 1921 بوصفه جزءًا من خط أوأو الرئيسي، ثم تم فصله ليصبح خط أوميناتـو في عام 1939. ومنذ خصخصة سكك حديد اليابان الوطنية في عام 1987، أصبح الخط يُدار بواسطة شركة سكك حديد شرق اليابان.

## الخدمات
تُشغَّل قطارات محلية فقط على هذا الخط، ولا توجد خدمات سريعة أو قطارات شحن.

## المحطات
يسير الخط من الجنوب إلى الشمال ويخدم المحطات التالية:
1. نوهيجي (Noheji)
2. ناكانو (Nakana)
3. أكابـي (Akabira)
4. نيشي-نوزاكي (Nishi-Nozaki)
5. ناكانوزاكي (Nakanosaki)
6. شيموكيتا (Shimokita)
7. أوكاداي (Okadai)
8. يوكوهاما (Yokohama)
9. كاواماتا (Kawamata)
10. أوميناتـو (Ōminato)